# Karatschi Metrobus
Karatschi Metrobus ist ein im Bau befindliches Bus-Rapid-Transit-System (BRT) im pakistanischen Karatschi, das im Endausbau eine Länge von 112,9 Kilometern umfassen soll. Das erwartete tägliche Fahrgastaufkommen soll zukünftig 350.000 Personen betragen, die Einweihung erfolgte im Februar 2016, die Fertigstellung des ersten Teilabschnitts im Februar 2017. Der damalige Premierminister Nawaz Sharif gab bekannt, der Karachi Metrobus könne das Problem der Verkehrsverstopfung lösen und biete den Menschen in Karachi einen flächendeckenden Busverkehr an.

## Buslinien

### Grüne Linie
Die Grüne Linie verläuft mit einer Gesamtlänge von 26 Kilometern vom Merewether Tower nach Surjani Town und wird durch die
pakistanische Regierung finanziert. Der Baubeginn der Grünen Linie war am 26. Februar 2016. Die Grüne Linie wird nach Fertigstellung 26 Busstationen bedienen. Verschiedene Unternehmen sind am Bau beteiligt wie z. B. Ernst & Young Die Regierung investiert auch in den Bau eines Kontrollzentrums.
Im Oktober 2016 bewilligte die CDWP die Kosten in Höhe von Rs. 26 Mio. Die Ecnec bewilligte die Kosten in Höhe von Rs. 16,1 Mio.
Die Länge der Strecke wurde nach Kritik  seitens der Provinzregierung Sindh durch Nawaz Sharif verlängert.

### Orange Linie
Der Baubeginn der orangen Linie war am 11. Juni 2016. Sie ist mit 3,9 Kilometern die kürzeste Linie und bedient nur vier Haltestellen, die teilweise unterirdisch angelegt sind. Der Bau der orangen Linie sollte in Abschnitten erfolgen und sollte ursprünglich bis 2017 fertiggestellt werden. Dies wurde jedoch bis Mai 2018 verschoben. Die orange Linie ist für 50.000 Passagiere ausgelegt. Die Kosten der Linie betragen Rs. 2 Mio. und werden von der Regierung im Sindh getragen.

### Blaue Linie
Die Blaue Linie hat eine Länge von 30 Kilometern und wird als erste Buslinie Pakistans privat finanziert. Der Baubeginn war Anfang 2017.

### Gelbe Linie
Die Strecke der gelbe Linie ist 26,5 Kilometer lang und die Kosten belaufen sich auf Rs. 14,4 Mio. Sie soll von 104 Bussen bedient werden. Die Weltbank sicherte im Oktober 2017 technische und finanzielle Unterstützung zu.

### Rote Linie
Die Bau der roten Linie wurde genehmigt und die Kosten belaufen sich auf Rs. 30 Mio. Die Finanzierung der roten Linie übernimmt die Asian Development Bank. Der Bau der Blauen Linie ist für Dezember 2018 angesetzt.